# Colegio Mayor Peñafiel

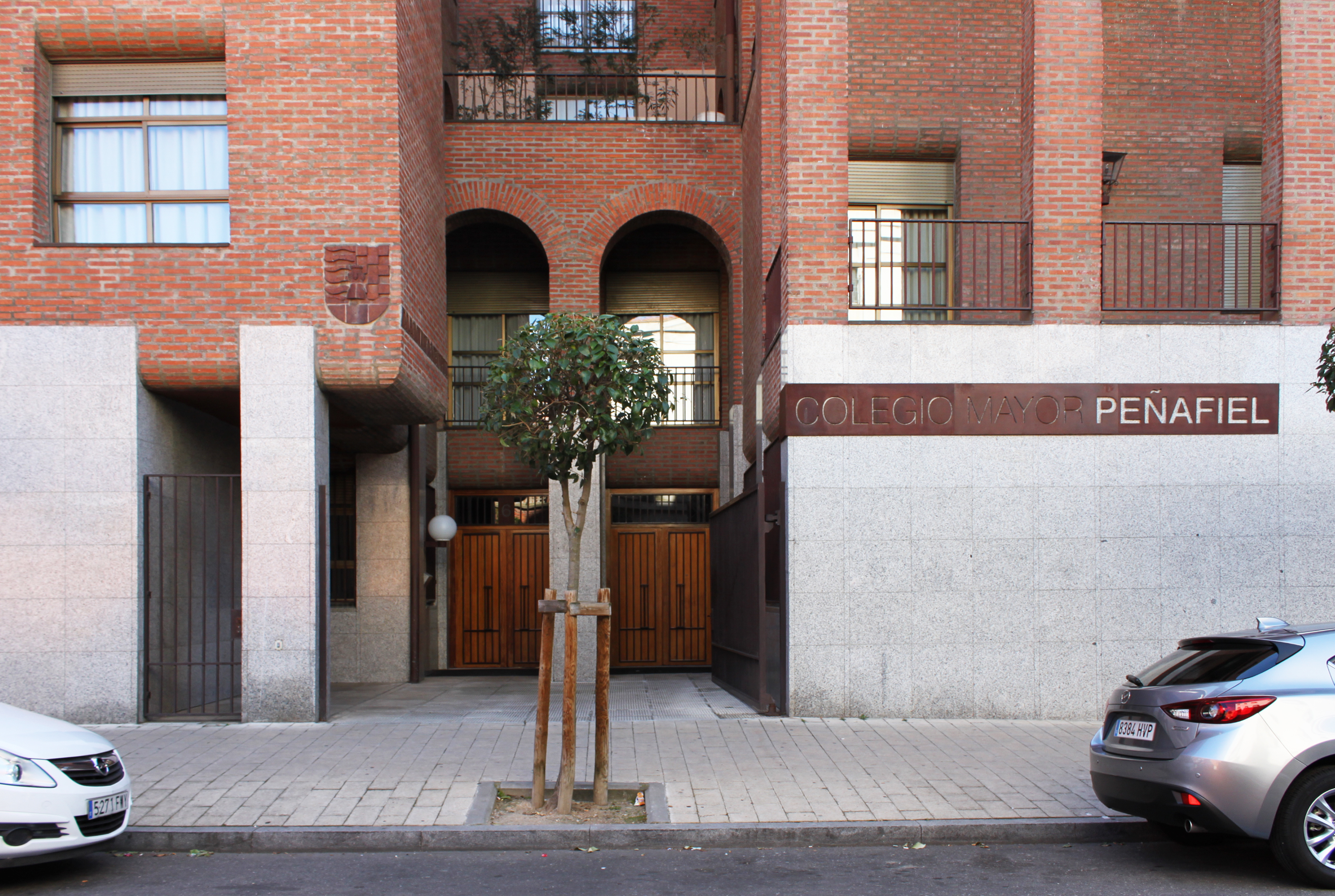
Acceso principal

El Colegio Mayor Peñafiel es un Colegio Mayor Universitario masculino adscrito a la Universidad de Valladolid y miembro del Consejo de Colegios Mayores Universitarios de España. Se ubica en la calle Estudios de la capital vallisoletana.

## Historia
Fue fundado en el año 1981 gracias al impulso de Mons. Álvaro del Portillo, primer prelado del Opus Dei y sucesor de san Josemaría Escrivá de Balaguer. Su establecimiento  en pleno centro del área universitaria de Valladolid responde tanto a razones históricas, su universidad es una de las más antiguas de España, como prácticas, ya que en esos años todavía estaban en vigor los diez Distritos Universitarios, que en el caso de Valladolid integraba ocho provincias: cuatro de Castilla, las tres del País Vasco y Logroño.

## El edificio actual
Es la única obra en Valladolid del Premio Nacional de Arquitectura Heliodoro Dols y su colaborador habitual Santiago Sols. Se edifica con el fin de albergar el Colegio Mayor Masculino Peñafiel y el Colegio Menor Femenino Alcazarén. La dirección de obra corrió a cargo del propio Dols y de Javier López de Uribe, actual presidente del Patronato de Gobierno del Colegio Mayor Peñafiel.
El edificio se configura en tres áreas repartidas parcialmente por fachadas, alturas y patios abiertos a la calle o al interior de la manzana según los usos. Todo queda dentro de un mismo volumen pero, salvo algunos servicios, con circulaciones, actividades y funcionamiento claramente diferenciados y repartidos entre el colegio mayor y el menor.
Los accesos desde la calle Estudios se realizan de forma exquisita por parte de los autores a través de retranqueos de fachada que suavizan la transición, o el cambio de escala, entre la vía pública y el interior.
Las fachadas se resuelven con mucha pericia mediante retranqueos, arquerías, vuelos, medias cubiertas, etc. que disimulan la majestuosidad del edificio, su volumen. Para su tratamiento prima el uso del ladrillo caravista con distintos aparejos perfectamente estudiados, amoldándose a las distintas soluciones planteadas. La planta baja quedaba marcada por un zócalo de baldosa diamantada de cemento para dar continuidad al solado exterior, de igual solución, que posteriormente ha quedado sustituida por un aplacado de granito pulido. Algunos elementos de remate nos recuerdan arquitecturas centroeuropeas con influencias  de la arquitectura brutalista.
El interior está casi intacto gracias a la elección inicial de materiales que han soportado con creces el paso del tiempo; madera, baldosa cerámica, ladrillo, etc.

## Actividades
De entre las numerosas actividades

que a lo largo del curso organiza, destaca por su tradición y proyección externa la Jornada de Periodismo y Comunicación que se desarrolla anualmente y de forma ininterrumpida desde el año 1990. Por estas jornadas han desfilado profesionales de la comunicación entre los que podemos destacar a Iñaki Gabilondo, Gumersindo Lafuente, José María García, Arcadi Espada, Javier Ruiz Taboada, Justino Sinova, José Ramón Alonso  etc.